# Колумбо (вулкан)
Колумбо је активни подморски вулкан у Егејском мору у Грчкој, око 8 km североисточно од рта Колумбо, на острву Санторини. Његова купа највећа је у низу од двадесетак подморских вулканских купа. Протеже се североисточно од Санторинија, има око 3 km у пречнику са кратером широким 1,5 km. Колумбо је откривен 1649-50. године, када је његова ерупција избила на површину мора. Ова експлозивна ерупција не може да се пореди са добро познатом експлозијом Тере и колапсом калдере, која је тренутно датирана на 1630. годину пре нове ере, и која је имала разорне последице по минојску цивилизацију. 
Глобални програм вулканизма Смитсонијан института третира Колумбо као део вулкана Санторини, иако бар један извор тврди да је то посебан магматски систем.
Пирокластични токови, формирани ерупцијом 1650. године, која се догодила када је нaрастујућа купа стигла до морске површине, усмртили су око седамдесет људи и много животиња. Као последица ерупције створен је и мали прстен белог пловућца, али он је брзо еродиран радом таласа. Вулкан је колапсирао у своју калдеру, изазвавши цунами који је направио штету на острвима удаљеним до 150 km од њега. Највиши делови обода кратера сада су око 10 m испод нивоа мора.
2006. године, експедиција Националне администрације за океане и атмосферу, опремљена подводним возилима на даљинско управљање, истражила је, узорковала и мапирала пирокластичне наслаге са морског дна које потичу из две експлозије у Егеју.
Ова експедиција открила је да је североисточна област дна кратера, на дубини од око 505 m испод површине мора, покривена пољем хидротермалних отвора око којег обитава густа бактеријска заједница. Прегрејана вода (измерене температуре од чак 224 °C) вода обогаћена металима, која излази из отвора на дну, изградила је димњаке од полиметалних сулфида/сулфата до максималне висине од 4 m. Велика је вероватноћа се да се димњаци акумулирају још од 1650. године.